# مركز (هندسة رياضية)

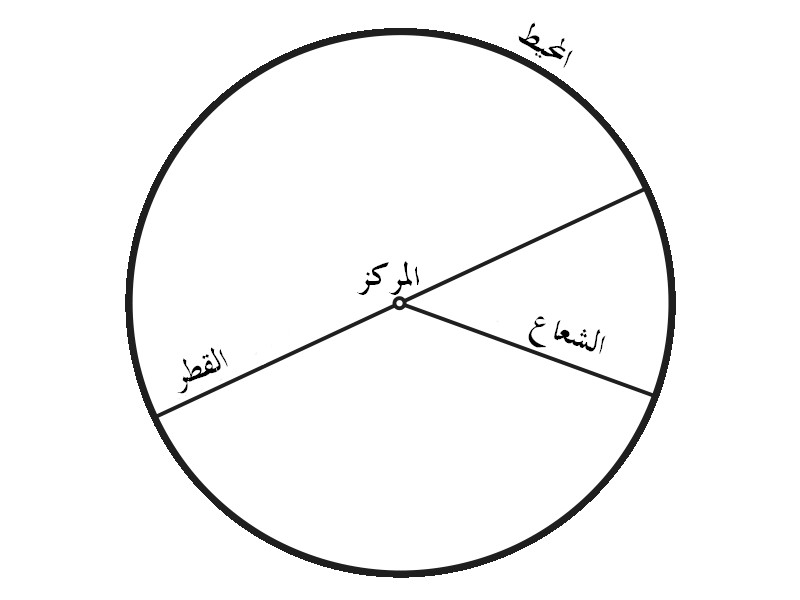
مركز الدائرة

في الهندسة الرياضية، مركز جسم ما هو النقطة التي تقع في منتصف الجسم.

## في الدائرة
مركز الدائرة هو النقطة التي تكون متساوية البعد عن جميع النقاط في محيط الدائرة. بشكل مشابه يعرف مركز الكرة على أنها النقطة المتساوية البعد عن جميع نقاط سطح الكرة.

## الأجسام المتناظرة
في الأجسام المتناظرة، المركز هو النقطة التي لا تتغير بإجراء عملية التناظر. وعليه فإن مركز المربع والمستطيل ومتوازي الأضلاع والمعين هو نقطة تقاطع أقطار هذه الأشكال. ومركز القطع الناقص هو نقطة تقاطع المحورين.